# Leskia hirtula
Leskia hirtula là một loài ruồi trong họ Tachinidae.